# Spirit (Legend)
Spirit is het zevende muziekalbum van de muziekgroep Legend. Het album klinkt steviger dan de voorgaande albums en schuift op richting progressieve metal, gothic rock. Het album is opgenomen in Wales, niet de thuishaven van de band. Ten opzichte van het vorige album zijn alle musici gewijzigd op bandleider Steve Paine na. Zangeres Kerry Parker moest verstek laten gaan vanwege een zwakke gezondheid, maar schreef nog wel mee aan de songs.

## Musici
- Beck Siàn – zang
- Steve Paine – toetsinstrumenten, basgitaar
- Paul Thomson – gitaar
- John Macklin – slagwerk, percussie

Met
- Chantelle Smith, Rebecca Robson, Gareth Jones – achtergrondzang
- Taliesin Paine - gitaar

## Muziek
Alle geschreven door Paine (muziek), Kerry  Parker, Paine, Marilee Jean Croft en Siàn (tekst)

| Nr. | Titel              | Duur  |
| --- | ------------------ | ----- |
| 1.  | Leap of faith      | 11:53 |
| 2.  | Wood for the trees | 6:57  |
| 3.  | A tangled skein    | 18:23 |
| 4.  | Crossing the ways  | 10:10 |
| 5.  | State of grace     | 13:38 |